# Voznesensk
Voznesensk (în ucraineană Вознесенськ) este oraș regional în regiunea Mîkolaiiv, Ucraina. Deși subordonat direct regiunii, orașul este și reședința raionului Voznesensk. 
Aici s-a născut coregraful român Oleg Danovski (1917 - 1996).

## Demografie
Componența lingvistică a orașului Voznesensk
     Ucraineană (86,47%)
     Rusă (12,5%)
     Alte limbi (0,65%)
Conform recensământului din 2001, majoritatea populației orașului Voznesensk era vorbitoare de ucraineană (86,47%), existând în minoritate și vorbitori de rusă (12,5%).

## Istoric
Imperiul Rus 1790–1917

 RSS Ucraineană 1920–1922

 Uniunea Sovietică 1922–1941

 Imperiul German (ocupația) 1941–1944

 Uniunea Sovietică 1944–1991

 Ucraina 1991–prezent 